# Рождественский, Борис Дмитриевич
Борис Дмитриевич Рождественский (1883, с. Покровское Ярославской губернии — 1978, Москва) — русский революционер, эсер, затем врач.
Родился в семье фельдшера. Отец — почетный гражданин города Мологи Дмитрий Андреевич Рождественский. Мать — Юлия Михайловна Рождественская, в девичестве Золотарева, из известного на Верхней Волге рода священнослужителей, литераторов и ученых.

## Биография
Окончил училище в Мологе и земскую фельдшерскую школу в Ярославле. Фельдшером  в с. Некоуз отработал два месяца и был уволен за революционные взгляды. Служил некоторое время в армии. В 1902—1904 гг. работал в лазарете кадетского корпуса в Ярославле и в местной социал-демократической организации (кличка «Куль»), занимаясь распространением партийной литературы. В мае 1903 г. был на короткий срок арестован. В 1905 г. порвал с эсдеками и вступил в ярославскую организацию партии социалистов-революционеров, где получил кличку «Рыцарь» и занялся техническим обеспечением группы. Однако за отказ подчиниться «руководству назначенного партией товарища», Софьи Германовны Хренковой (Гопфенгауз; ок. 1870—1908), был исключен из ПСР. Стал одним из организаторов в Ярославле максималистской фракции ПСР осенью 1905 г. В начале 1906 г. уехал, спасаясь от ареста, в Москву, где состоял в максималистской эсеровской «оппозиции» под кличкой «Доктор» (работая, видимо, в лаборатории взрывчатых веществ). Осенью 1906 г. вернулся в Ярославль и работал в автономной эсеровской организации максималистов (кличка «Пульсик»), готовил ряд терактов, неосуществленных.
Арестован в конце 1906 г. и в феврале 1908 г. осужден московской Судебной палатой по 126 ст. УУ (согласно версии советских времен - за принадлежность к ярославской организации РСДРП) на поселение. Наказание отбывал в Нижнеилимской волости Иркутской губернии.
Бежал в конце 1912 г. через Владивосток в Индию, затем перебрался в Англию, работал в Южном Уэльсе, откуда в 1918 г. вернулся в Россию. Был мобилизован в Красную Армию фельдшером.
Закончил Государственный институт медицинских знаний в Ленинграде в 1926 г., работал врачом, блуждая по стране. С 1926 г. работал заведующим участковой больницей в селе Мокрая Бугурна Симбирской губернии и в Симбирске (Ульяновск). В 1932 г. Наркомздравом командирован на ударную стройку Комсомольска-на-Амуре врачом-бактериологом и заведующем санитарной бактериологической лабораторией. С 1937 г. работал врачом-эпидемиологом в Кинешме. В 1955 г. вышел на пенсию.
Беспартийный, член общества политкаторжан и ссыльнопоселенцев.

## Семья
Жена — Софья Иосифовна Хренкова, дочь Софьи Германовны Хренковой.
Дочь — Софья Рождественская (25.05.1923 — 30.10.2002), этнограф, доктор исторических наук.